# Forn de les Valls
El Forn de les Valls és una obra de Tivissa (Ribera d'Ebre) inclosa a l'Inventari del Patrimoni Arquitectònic de Catalunya.

## Descripció
Es tracta d'una rajoleria situada al terme municipal de Tivissa. El seu estat de conservació és mitjà; es conserva parcialment l'immoble i, a part, s'hi han afegit algunes parts de nova construcció.
De la part que podríem considerar original, destaquen els murs fets a partir de carreus irregulars i disposats de manera no uniforme. El conjunt va ser posteriorment arrebossat, tot i que a dia d'avui aquest s'ha perdut en algunes zones.
La boca del forn és d'arc de mig punt rebaixat o escarser. La seva forma queda resseguida per un conjunt de maons plans. Altres obertures que permeten l'accés al conjunt també es conformen a partir d'aquests maons plans en els punts estructurals.
La coberta actual és de construcció recent i s'estructura a un sol aiguavés.